# دیوید رول
دیوید م. رول (به انگلیسی: David M. Rohl، زادهٔ ۱۲ سپتامبر ۱۹۵۰) یک مورخ، مصرشناس و مدیر سابق موسسه مطالعات علوم میان رشته‌ای (ISIS) است که چندین نظریه دربارهٔ تاریخ مصر باستان و نیز اسرائیل ارائه کرده‌است.
وی زادهٔ منچستر انگلستان بوده و در حال حاضر در مارینا آلتای اسپانیا زندگی می‌کند.

## باغ عدن

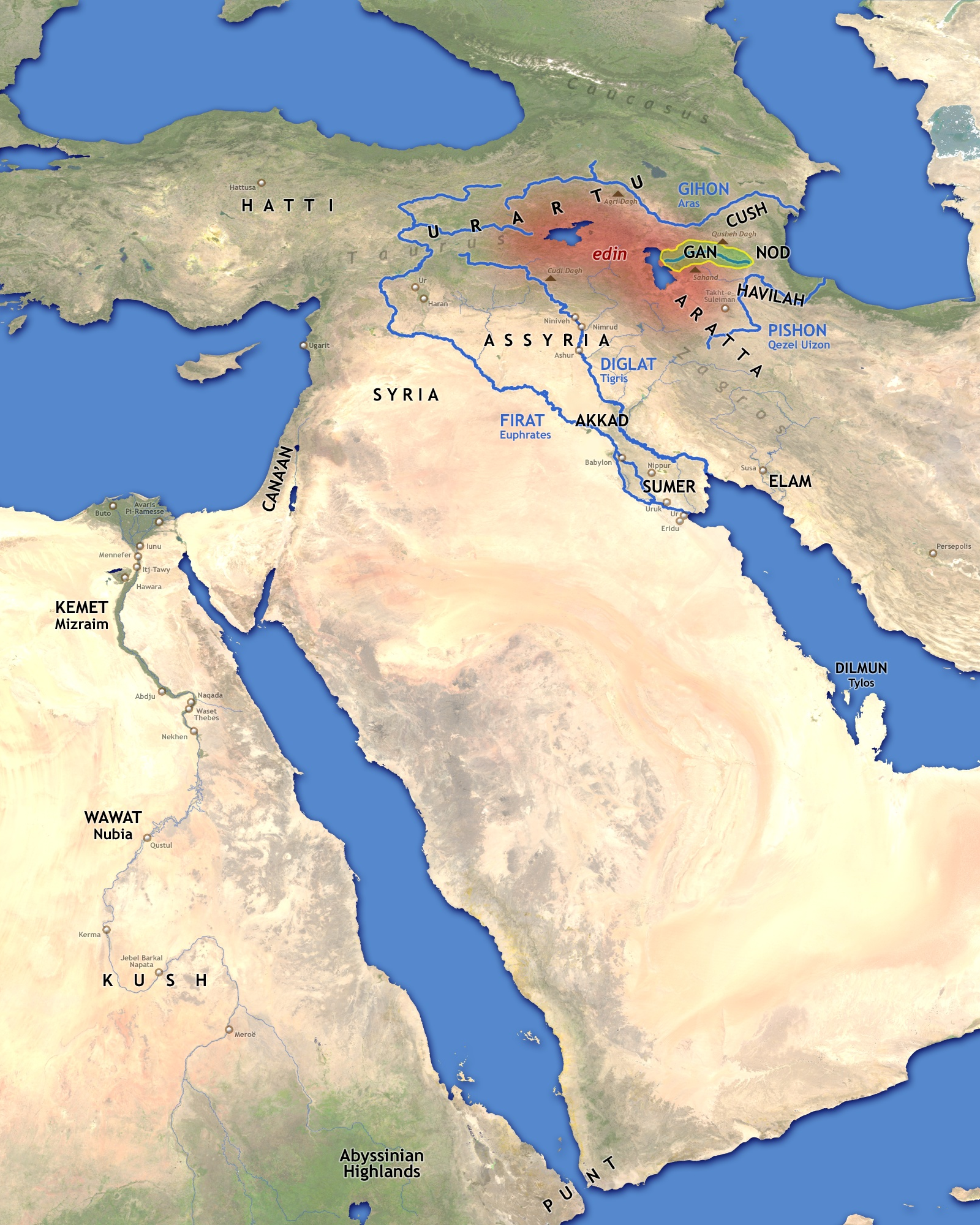
محدوده بهشت عدن از نظر دیوید رول

رول، نظریه‌ای را دربارهٔ عهد عتیق، با عنوان شرح پیدایش تمدن منتشر کرده‌است که در این نظریه، وی مکان باغ افسانه‌ای عدن را که طبق روایات متداول، محل پیدایش تمدن بشر بوده در منطقه آذربایجان ایران و در مجاورت شهر تبریز تعیین کرده‌است. طبق نظریه رول، بهشت عدن در جلگه‌ای وسیع در شمال کوه آتشفشانی سهند و در نزدیکی تبریز قرار داشته‌است. رول به مناطق و مکان‌هایی استناد کرده‌است که به باور او نام آن‌ها با توصیفات کتاب مقدس، مطابقت دارد.
این تطابق‌ها شامل موارد زیرند:
- سرچشمه‌های چهار رودخانه دجله، فرات، ارس و سفیدرود که در نزدیکی بهشت عدن قرار دارند.
- محدوده کوه کوشه داغ (سرزمین کوش)
- نوقدی بالا و پایین (سرزمین نود)

اریک کلاین استاد باستان‌شناسی و تاریخ باستان در دانشگاه جرج واشینگتن دربارهٔ فرضیه رول می‌گوید:فرضیه وی پایه علمی ندارد. فرضیه وی بر پایه گمانه زنی با توجه به انتقال جای نام‌ها برای رودخانه‌های گوناگون و مناطق نزدیک آن از دوره باستان به دوران کنونی است. احتمال فرضیه وی بیشتر از دیگر فرضیه‌ها نیست و احتمالش کمتر از فرضیه‌های اسپیسر، زارین و ساور است.